# Lampoh Rayeuk
Lampoh Rayeuk is een bestuurslaag in het regentschap Bireuen van de provincie Atjeh, Indonesië. Lampoh Rayeuk telt 399 inwoners (volkstelling 2010).